# الظهار (فرع العدين)

تعديل مصدري - تعديل

الظهار محلة تابعة لقرية الجب، التابعة لعزلة العاقبة بمديرية فرع العدين إحدى مديريات محافظة إب في الجمهورية اليمنية، بلغ تعداد سكانها 75 حسب تعداد اليمن لعام 2004.